# ウルトラC (東京事変の映像作品)
『ウルトラC』（ウルトラ・シー）は2010年に行われた東京事変の全国ツアー、およびその模様を収録したライブ映像集。発売元はEMIミュージック・ジャパン/Virgin Music。
DVD盤は2010年8月25日、Blu-ray Disc盤は2週間後の2010年9月8日に発売された。Blu-ray Disc盤での発売は自身初となる。DVD盤発売同日には、DVD「Spa & Treatment」の一般発売盤もリリースされた。

## 概要
本作は東京事変が四作目のオリジナルアルバム『スポーツ』の発売ツアーとして約2年半ぶりに行われた全国ツアー「東京事変 live tour 2010 ウルトラC」より、5月12日の東京国際フォーラムホールA公演（2日目）を完全収録したライブ映像集である。特典映像として、ツアーのサプライズ企画としてメンバー各々の出身地公演でのみ行なわれたスペシャル・メニューの映像を収録。
また、本作の発売に先駆けて8月11日より各主要配信サイトにて、収録曲より「電波通信」「絶体絶命」「能動的三分間」「スイートスポット」の映像が先行配信された。

## 収録曲
全作詞：椎名林檎（注記を除く）
| #   | タイトル                         | 作詞 | 作曲              |
| --- | -------------------------------- | ---- | ----------------- |
| 1.  | 「勝ち戦」                       |      | 椎名林檎          |
| 2.  | 「FAIR」                         |      | 浮雲              |
| 3.  | 「電波通信」                     |      | 伊澤一葉          |
| 4.  | 「シーズンサヨナラ」(作詞：浮雲) |      | 浮雲              |
| 5.  | 「OSCA」(作詞：浮雲)             |      | 浮雲              |
| 6.  | 「FOUL」(作詞：浮雲)             |      | 浮雲              |
| 7.  | 「ありあまる富」                 |      | 椎名林檎          |
| 8.  | 「生きる」                       |      | 伊澤一葉          |
| 9.  | 「絶体絶命」                     |      | 伊澤一葉 椎名林檎 |
| 10. | 「遭難」                         |      | 椎名林檎          |
| 11. | 「修羅場」                       |      | 椎名林檎          |
| 12. | 「能動的三分間」                 |      | 椎名林檎          |
| 13. | 「我慢」                         |      | 伊澤一葉          |
| 14. | 「スーパースター」               |      | 亀田誠治          |
| 15. | 「某都民」                       |      | 浮雲              |
| 16. | 「キラーチューン」               |      | 伊澤一葉          |
| 17. | 「乗り気」                       |      | 伊澤一葉          |
| 18. | 「雨天決行」                     |      | 伊澤一葉          |
| 19. | 「スイートスポット」             |      | 伊澤一葉 椎名林檎 |
| 20. | 「丸ノ内サディスティック」       |      | 椎名林檎          |
| 21. | 「閃光少女」                     |      | 亀田誠治          |
| 22. | 「極まる」(作詞：浮雲)           |      | 浮雲              |

| #  | タイトル       | 作詞 | 作曲・編曲 | 録音                                         |
| -- | -------------- | ---- | ---------- | -------------------------------------------- |
| 1. | 「Release Me」 |      |            | 2010年4月8日／千葉県文化会館                 |
| 2. | 「黄昏泣き」   |      |            | 2010年4月22日／福岡サンパレスホテル&ホール   |
| 3. | 「閃光少女」   |      |            | 2010年5月9日／グランキューブ大阪メインホール |
| 4. | 「慶びの歌」   |      |            | 2010年5月22日／島根県民会館                  |
| 5. | 「母の光」     |      |            | 2010年5月23日／倉敷市民会館                  |

## 東京事変 live tour 2010 ウルトラC
『東京事変 live tour 2010 ウルトラC』（とうきょうじへん ライブツアー 2010 ウルトラ・シー）は、2010年3月から5月にかけて行われたライブツアー。2007年に行われたライブハウス・ツアー「東京事変 live tour 2007 Spa & Treatment」より、約2年半ぶりに行われた。
本ツアーの特徴として、開催地はメンバー全員にとって縁の深い（出身地など）都道府県を網羅しており、該当する箇所（千葉、福岡、大阪、島根、岡山）においては、スペシャル・メニューが用意された。
ライブ演出については、ツアー序盤から中盤にかけて回を重ねるごとにもともと少ないMCをさらに排除してその分曲数を増やし、CGなどの演出も含めてのちの椎名林檎のソロとしてのライブにつながるよりソリッドでシャープな構成に変更して行った。
ツアーの舞台・映像演出は児玉裕一が担当。

### ツアーの日程
| 公演日        | 都道府県 | 会場                                             |
| ------------- | -------- | ------------------------------------------------ |
| 2010年3月26日 | 埼玉     | 川口総合文化センター リリア                      |
| 2010年3月28日 | 栃木     | 宇都宮市文化会館                                 |
| 2010年4月3日  | 新潟     | 新潟県民会館                                     |
| 2010年4月4日  | 長野     | ホクト文化ホール 大ホール （長野県県民文化会館） |
| 2010年4月8日  | 千葉     | 千葉県文化会館                                   |
| 2010年4月10日 | 宮城     | 仙台サンプラザホール                             |
| 2010年4月11日 | 青森     | 青森市文化会館                                   |
| 2010年4月15日 | 福井     | 福井フェニックスプラザ                           |
| 2010年4月17日 | 愛知     | 愛知県芸術劇場 大ホール                          |
| 2010年4月18日 | 愛知     | 愛知県芸術劇場 大ホール                          |
| 2010年4月21日 | 福岡     | 福岡サンパレスホテル&ホール                      |
| 2010年4月22日 | 福岡     | 福岡サンパレスホテル&ホール                      |
| 2010年4月24日 | 大分     | iichikoグランシアタ                              |
| 2010年4月29日 | 北海道   | さっぽろ芸術文化の館                             |
| 2010年5月8日  | 大阪     | グランキューブ大阪メインホール                   |
| 2010年5月9日  | 大阪     | グランキューブ大阪メインホール                   |
| 2010年5月11日 | 東京     | 東京国際フォーラム ホールA                       |
| 2010年5月12日 | 東京     | 東京国際フォーラム ホールA                       |
| 2010年5月15日 | 香川     | アルファあなぶきホール・大ホール                 |
| 2010年5月20日 | 広島     | 広島厚生年金会館                                 |
| 2010年5月22日 | 島根     | 島根県民会館 大ホール                            |
| 2010年5月23日 | 岡山     | 倉敷市民会館                                     |